# Арчер Джон Портер Мартін
Арчер Джон Портер Мартін (англ. Archer John Porter Martin; 1 березня 1910, Лондон — 28 липня 2002) — англійський біохімік і фізико-хімік, член Лондонського королівського товариства(1950).

## Біографія та роботи
Закінчив Кембриджський університет (1932). Там же з 1934 розробляв методи виділення вітаміну Е і нікотинової кислоти, для чого створив ефективний протиточний апарат. Спільно з Р. Л. М. Сінгом сконструював амінокислотний аналізатор. Подальші дослідження привели їх до створення в 1944 методу хроматографії на папері. У 1946-48 Мартін займався виділенням і очищенням пеніциліна. Потім у Національному інституті медичних досліджень у Лондоні працював над виділенням біологічно важливих речовин і розвитком методу газо-рідинної хроматографії. З 1965 екстраординарний професор Вищої технічної школи в місті Ейндховен (Нідерланди).

## Нобелівська премія
Нобелівська премія з хімії (1952, спільно з Р. Л. М. Сінгом) за розробку методів хроматографії.